# 志摩時緒
志摩 時緒（しま ときお）は、日本の漫画家。

## 経歴・概要
当初は同人誌やアンソロジーを中心に活動していたが、2010年から2011年にかけて『まんがタイムきららフォワード』（芳文社）にて『7時間目の音符』、『楽園 Le Paradis』（白泉社）にて『あまあま』の連載を開始し、本格的に商業作家として活動を開始した。
連載開始当初は会社員との兼業だったが、後に専業となった。
物語開始当初から交際している男女のカップルを描いた作品が多い。
『ぼっちな僕らの恋愛事情』では登場人物が町田に住んでいると言うセリフがある他、『7時間目の音符』では舞台である学校名が「都立駒城高校」、『あまあま（すきな人ができました）』は「都立瀬田川高校」であるなど、主に舞台として小田急沿線にちなんだ地名が登場している。

## 作品リスト

### 漫画作品
- 7時間目の音符（『まんがタイムきららフォワード』2010年3月号・2011年1月号 - 2013年8月号）
- あまあま（『楽園 Le Paradis』第5号 - 第18号・『楽園 Le Paradis Web増刊』2011年4月 - 2014年11月） - A-koeにてボイスドラマ化[2]。
- すきな人ができました（『楽園 Le Paradis Web増刊』2011年3月 - 2014年12月） - 『あまあま』各巻に併録。
- ぼっちな僕らの恋愛事情（『まんがタイムきららフォワード』2013年10月号 - 2014年11月号）
- 夜にとろける（『楽園 Le Paradis Web増刊』2014年11月 - 2018年8月）
- こいはやみ（『楽園 Le Paradis Web増刊』2014年11月 - 2018年7月） - 『夜にとろける』各巻に収録。
- 制服の恋人（『楽園 Le Paradis Web増刊』2015年8月 - 2018年8月） - 『夜にとろける』各巻に収録。
- 君にしか教えない（『楽園 Le Paradis』第19号 - 第24号・『楽園 Le Paradis Web増刊』2015年7月 - 2017年7月）
- ジェミニはお年頃（『楽園 Le Paradis』第25号 - 第33号・『楽園 Le Paradis Web増刊』2018年8月 - 2020年8月）
- 夜毎のジュリエット（『楽園 Le Paradis Web増刊』2018年11月 - 2020年1月） - 『ジェミニはお年頃』各巻に併録。
- 友人の妹（『楽園 Le Paradis Web増刊』2020年7月 - ・『楽園 Le Paradis』第34号 - 連載中）
- オシバナ！（『マンガ コミソル』2022年1月[3] - ・『COMIC熱帯』2023年1月[4] - 連載中）

### 書籍
- 『7時間目の音符』、芳文社〈まんがタイムKRコミックスフォワードシリーズ〉2011年 - 2013年、全4巻
- 『あまあま』、白泉社〈楽園コミックス〉2012年 - 2015年、全4巻
  1. 2012年3月30日発売[5]、ISBN 978-4-592-71039-4
  2. 2013年3月29日発売[6]、ISBN 978-4-592-71051-6
  3. 2014年5月30日発売[7]、ISBN 978-4-592-71070-7
  4. 2015年8月31日発売[8]、ISBN 978-4-592-71089-9
- 『ぼっちな僕らの恋愛事情』、芳文社〈まんがタイムKRコミックスフォワードシリーズ〉2014年、全2巻
  1. 2014年4月12日発売[9]、ISBN 978-4-8322-4428-3
  2. 2014年11月12日発売[9]、ISBN 978-4-8322-4494-8
- 『夜にとろける』、白泉社〈楽園コミックス〉2016年 - 2018年、全3巻
  1. 2016年8月31日発売[10]、ISBN 978-4-592-71104-9
  2. 2017年8月31日発売[11][12]、ISBN 978-4-592-71122-3
  3. 2018年8月31日発売[13][14]、ISBN 978-4-592-71139-1
- 『君にしか教えない』白泉社〈楽園コミックス〉、2017年7月31日発売[15][16]、ISBN 978-4-592-71121-6
- 『ジェミニはお年頃』、白泉社〈楽園コミックス〉2019年 - 2020年、全2巻
  1. 2019年4月26日発売[17][18]、ISBN 978-4-592-71150-6
  2. 2020年8月31日発売[19][20]、ISBN 978-4-592-71174-2
- 『友人の妹』、白泉社〈楽園コミックス〉2021年 - 2025年、全4巻
  1. 2021年8月31日発売[21][22]、ISBN 978-4-592-71191-9
  2. 2022年4月28日発売[23][24]、ISBN 978-4-592-71203-9
  3. 2023年8月31日発売[25][26]、ISBN 978-4-592-71227-5
  4. 2025年1月31日発売[27][28]、ISBN 978-4-592-71252-7
- 『オシバナ！』、光文社〈熱帯COMICS〉2023年 - 、既刊2巻（2024年1月24日現在）
  1. 2023年3月15日発売[29][30]、ISBN 978-4-334-98069-6
  2. 2024年1月24日発売[31]、ISBN 978-4-334-10205-0